# Lark Force

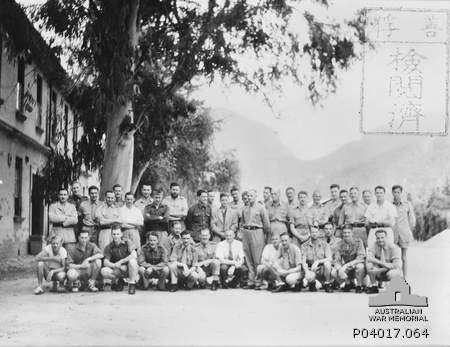
Australijscy jeńcy w obozie jenieckim na wyspie Sikoku, wśród nich oficerowie Lark Force

Lark Force (pol. „Skowronki”) – australijski garnizon sformowany w 1941 roku w celu obrony pacyficznych wysp: Nowej Brytanii i Nowej Irlandii przed spodziewaną inwazją Cesarstwa Japonii. Liczył około 1,4 tys. żołnierzy, a jego trzonem był 2/22 batalion ze składu 23. Brygady 8. Dywizji Piechoty.
Lark Force uległ zniszczeniu pod koniec stycznia 1942 roku, gdy japońskie siły inwazyjne opanowały Archipelag Bismarcka. Poniósł straty sięgające 96 procent pierwotnego stanu osobowego, z czego około tysiąc żołnierzy zginęło – większość w japońskiej niewoli.

## Historia

### Geneza
W 1941 roku, w związku z narastającym zagrożeniem ze strony Cesarstwa Japonii, rząd Australii zgodził się skierować na Półwysep Malajski 8. Dywizję Piechoty AIF, z wyłączeniem jej 23. Brygady. Z tej ostatniej wydzielono natomiast po jednym batalionie, z których każdy stał się trzonem nowo sformowanych garnizonów, rozlokowanych na trzech strategicznie położonych wyspach na przedpolu Australii. Owe garnizony tworzyć miały tzw. barierę malajską – pierwszą linię obrony kontynentu:
- Lark Force („Skowronki”), którego trzonem był 2/22 batalion piechoty, miał bronić Nowej Brytanii.
- Gull Force („Mewy”), którego trzonem był 2/21 batalion piechoty, miał bronić Ambonu w Holenderskich Indiach Wschodnich.
- Sparrow Force („Wróble”), którego trzonem był 2/40 batalion piechoty, miał bronić Timoru w Holenderskich Indiach Wschodnich.

Spośród tych garnizonów Lark Force był uważany za najważniejszy, zarówno ze względu na strategiczne położenie Nowej Brytanii, jak i fakt, że w przeciwieństwie do dwóch pozostałych wysp była ona terytorium australijskim.
Oddziały wchodzące w skład Lark Force przerzucono do miejsca dyslokacji w pięciu transzach, na pokładach statków SS „Katoomba”, MV „Neptuna” i TSS „Zealandia”, w okresie między marcem a wrześniem 1941 roku. Większość rozlokowano w rejonie Rabaulu na Nowej Brytanii z zadaniem obrony tamtejszego portu, dwóch lotnisk i bazy wodnosamolotów. Wyjątkiem była 1 Samodzielna Kompania (1st Independent Company), którą przerzucono do Kaviengu na Nowej Irlandii z zadaniem obrony tamtejszego portu i lotniska. 8 października 1941 roku  dowództwo nad Lark Force objął płk John J. Scanlan.
Australijski rząd zdawał sobie sprawę, że garnizony „bariery malajskiej” są zbyt słabe, aby zatrzymać japońską inwazję. Uznano jednak, że nie ma możliwości skierowania dodatkowych sił celem ich wzmocnienia. Jednocześnie Canberra stała na stanowisku, że nie można porzucić Nowej Brytanii i pozostałych wysp „bariery”, gdyż w ten sposób zostałby wysłany sygnał, iż Australia nie jest w stanie bronić się samodzielnie. Tym samym z przyczyn politycznych Lark Force został skazany na zniszczenie. Mimo spodziewanej klęski nie przygotowano nawet planów ewakuacji garnizonu i ludności cywilnej.

### ZniszczenieLark Force

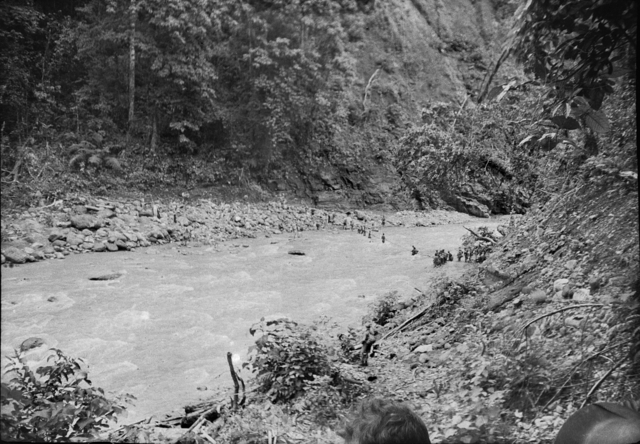
Żołnierze Lark Force podczas odwrotu z Rabaulu, styczeń 1942 r.

20 stycznia 1942 roku samoloty pokładowe z czterech japońskich lotniskowców zaatakowały Rabaul, szybko łamiąc opór nielicznych samolotów australijskich. Następnego dnia ofiarą podobnego ataku padł Kavieng. 22 stycznia na Nowej Irlandii wylądował japoński desant, który bez większych trudności opanował port i lotnisko w Kaviengu. Następnego dnia o godzinie 1:10 pierwsi japońscy żołnierze wylądowali w zatoce Blanche na Nowej Brytanii. Po kilkugodzinnej walce australijskie oddziały zaczęły opuszczać pozycje obronne i wycofywać się w głąb wyspy. W godzinach popołudniowych 23 stycznia walki zaczęły zamierać, a Rabaul wraz z pobliskimi lotniskami znalazł się w japońskich rękach. Bitwa kosztowała Lark Force utratę 57 zabitych i nieustalonej liczby rannych.
Wycofujące się oddziały Lark Force bardzo szybko utraciły spoistość, rozpadając się na mniejsze lub większe grupy uciekinierów. Odwrót górzystym terenem, pokrytym tropikalną puszczą, przebiegał w bardzo trudnych warunkach. Na skutek wcześniejszych decyzji płk. Scanlana w głębi wyspy nie zgromadzono żadnych zapasów żywności, stąd australijscy żołnierze szybko zaczęli głodować. Szacuje się, że na skutek głodu, wyczerpania i tropikalnych chorób zmarło co najmniej 65 Australijczyków, a więc więcej niż podczas walki z japońskim desantem.
Rząd w Canberze nie podjął żadnych wysiłków w celu zorganizowania ewakuacji. Na ratunek niedobitkom Lark Force pośpieszyli natomiast z własnej inicjatywy pojedynczy australijscy oficerowie i cywile. Działania ratunkowe prowadzono przez blisko dziesięć tygodni, ewakuując kilkuset żołnierzy i cywilów na pokładach niewielkich łodzi i statków. Ponadto część Australijczyków wydostała się z Nowej Brytanii na własną rękę. Ostatecznie niewoli zdołało uniknąć około 385 żołnierzy i około 60 cywilów.
W ręce Japończyków wpadło blisko tysiąc żołnierzy Lark Force. Około 160 zostało zamordowanych 4 lutego 1942 roku na terenie plantacji palm kokosowych Tol i Waitavalo. Pozostali jeńcy trafili do obozu jenieckiego w Rabaulu. Ostatecznie z powodu narastających trudności z zaopatrzeniem w żywność, Japończycy postanowili wywieźć z Nowej Brytanii niemal wszystkich jeńców i internowanych cywilów. 1 lipca 1942 roku statek „Montevideo Maru”, którym byli przewożeni, został zatopiony u wybrzeży Luzonu przez amerykański okręt podwodny USS „Sturgeon”. Nie ocalał żaden z jeńców i internowanych. W gronie ofiar znalazło się 845 podoficerów i żołnierzy oraz 209 cywilów.  Spośród tych pierwszych 706 należało do regularnych jednostek Lark Force walczących na Nowej Brytanii, 133 było żołnierzami 1 Samodzielnej Kompanii, wziętymi do niewoli na Nowej Irlandii, a pozostali byli członkami lokalnej milicji (New Guinea Volunteer Rifles).
Śmierci na pokładzie „Montevideo Maru” uniknęło 60 australijskich oficerów (w tym płk Scanlan), sześć wojskowych pielęgniarek oraz dwanaście innych kobiet (w większości cywilnych pielęgniarek i misjonarek), których 6 lipca wywieziono do Japonii na pokładzie statku „Naruto Maru”. Wszystkim udało się doczekać kapitulacji Japonii.
385 żołnierzy ewakuowanych z Nowej Brytanii znajdowało się w fatalnym stanie fizycznym. Zaledwie kilku zdołało powrócić do czynnej służby. W konsekwencji Lark Force poniósł straty sięgające 96 proc. pierwotnego stanu osobowego. Była to jedna z największych klęsk poniesionych przez wojska australijskie w czasie II wojny światowej.

## Ordre de Bataille i obsada personalna
- Dowództwo
  - dowódca – płk John J. Scanlan[5]
  - szef sztabu – kpt. Norman R. McLeod[24]
  - oficer wywiadu – por. Peter E. Figgis[25]
- 2/22 batalion piechoty (716 żołnierzy[26]; dowódca: ppłk Howard H. Carr[27])
- 1 Samodzielna Kompania – na Nowej Irlandii (ok. 150 żołnierzy; dowódca: mjr James Edmonds–Wilson)[6]
- 17 bateria artylerii ppanc. (osiem armat 2-funtowych, 6 oficerów i 104 żołnierzy; dowódca: kpt. Gwynne Matheson)[28]
- wydzielony oddział Royal Australian Artilery (dwa działa nadbrzeżne kal. 152,4 mm wraz z obsługą; dowódca: mjr James R. P. Clark)[29]
- kompania Royal Australian Engineers (dowódca: kpt. William G. Botham)[30]
- bateria artylerii plot. (dwa działa kal. 76,2 mm i 54 żołnierzy; dowódca: kpt. David M. Selby)[6]
- oddział New Guinea Volunteer Rifles (ok. 80 milicjantów; dowódca: ppłk John Walstab)[b][31]
- Fortress Signals – jednostka łączności (dowódca: kpt. Keith H. M. Denny)[32]
- 2/10 Field Ambulance (dwóch lekarzy, sześć pielęgniarek wojskowych, 20 sanitariuszy; dowódca: mjr Edward C. Palmer)[33]
- 24 dywizjon Royal Australian Air Force (10 szkolnych myśliwców CAC Wirraway, 4 bombowce Lockheed Hudson; dowódca: S/Ldr John M. Lerew)[34]

Łącznie: ok. 1400 żołnierzy.